# José Manuel Arango
Pour les articles homonymes, voir Arango.
José Manuel Arango (né à El Carmen de Viboral le 5 octobre 1937 et décédé le 5 avril 2002 à Medellín) était poète, traducteur, philosophe et essayiste colombien. Sa poésie est rigoureuse et élaborée, composée presque essentiellement de poèmes courts à la fois sensibles et érudits.

## Vie
Il naît et grandit en zone rurale où il aide son grand père maternel avec qui il vit. Il passe ses années de Lycée à Medellín avant de poursuivre ses études en Philosophie dans la ville de Tunja.
Il fait un master de philosophie et littérature à l'Université de Virginie Occidentale, qui lui permet de d'assister aux principaux mouvements poétiques contestataires du moment: Beatniks, Imaginisme et contre culture hippie. Néanmoins, ses inspirations dépassent ce cadre chronologique et géographique: il s'intéresse à la tradition poétique hispano-américaine, aux poésies anglo-saxonnes et même à la poésie venue du Moyen-Orient.
Il est bientôt professeur de logique symbolique et de philosophie du langage pendant une vingtaine d'années à l'Université d'Antioquia à Medellín. On trouve des racines spirituelles et esthétiques de nombreux auteurs dans ses œuvres parmi lesquels on peut citer: Walt Whitman, Emily Dickinson, William Carlos Williams, Erza Pound, Denise Levertov. Il a traduit de nombreuses œuvres poétiques à l’espagnol en Colombie.
Il a obtenu le prix national de la poésie par l'Université d'Antioquia en 1988.

## Œuvres
- Este lugar de la noche (1973)
- Signes (1978)
- Cantiga (1987)
- Poemas escogitos (1988)
- Poèmes (1991)
- Trois poètes nord-américains (Traductions de Whitman, Dickinson, Williams, 1993)
- En mi flor me he escondido (Traductions de Emily Dickinson, 1994)
- Montagnes (1995)
- Poèmes réunis (Editorial Normal, 1997)
- La sombra de la mano en el muro (Anthologie personnelle, 2002)
- En la tierra de nadie del sueño (Poèmes posthumes, 2002)
- Poésie complète (édition et prologue de Francisco José Cruz, 2009)